# Camponotus nitens
Camponotus nitens é uma espécie de inseto do gênero Camponotus, pertencente à família Formicidae.